# エスタディオ・モヌメンタル・デ・マトゥリン
エスタディオ・モヌメンタル・デ・マトゥリンはベネズエラ・モナガス州の州都マトゥリンにあるサッカースタジアムで、同国最大のサッカー場。2007年のコパ・アメリカの会場。モナガスSCだけでなく、同国代表の試合も稀に行われている。